# Акроса
Акроса, Акроза, Акросак, Акросакес, Акросандр — цар Малої Скіфії у другій половині I тисячоліття до н. е.
Про скіфського царя Акроса відомо тільки з нумізматичного матеріалу, викарбуваного греками на монетному дворі в Томах. Відомості про цього правителя епіграфічні джерела не містять. На аверсі одного типу його бронзових монет зображені голови Діоскурів у шапках із лавровими вінками, на реверсі — протоми їхніх коней. На інших представлені Деметра та Кора у покривалах з вінками з лаврів та колосся. На третіх — Зевс, також у лавровому вінку, і ріг достатку. На думку М. Манова, відомі шість типів монет Акроси.
Радянський дослідник Л. Тарасюк зазначив, що йдеться про скорочення повного імені «Акросак», яке представляє складне слово, в якому чітко зрозуміла лише його друга половина. Пояснення ж першої може бути дано лише за певних припущень. Так, akro може сягати іранського ugra — «сильний». Можливо, що йдеться про авестійське agra — «перший», «вищий». Не виключено, що ім'я Акросака було пов'язане зі скіфським apra — «водна глибина». Греки, що випускали монети, могли дещо змінити звучання першої частини імені, не розуміючи її сенсу, значення ж другої їм було добре відомо. Юрій Виноградов можливість скорочення імені не виключив, але зазначив, що дотримується традиційного прочитання імені як Акроса.
Олексій Орєшніков погодився з Д.. Такелою, що датував монети цього правителя серединою, а В. Канараке заявив про початок III століття до н. е. Михайло Ростовцев та І. Лазаренко ж порахували, що їх випустили в наступному столітті. С. Андрух вважає, що попередником Акросака був Саріак, а наступником — Харасп. Валентин Янін заявив, що за загальноприйнятою послідовністю перед Акросаком правив Харасп, а після — Ейлій. На думку Канареке, Акросак панував за Канітом і за ним самим — Саріак, а В. О. Кнехтел назвав, відповідно, імена Хараспа та Саріака.